# The Unloved

The Unloved est un téléfilm britannique réalisé par Samantha Morton en 2009.

## Synopsis
Les services sociaux pour l'enfance vus par Lucy, une petite fille de 11 ans.

## Fiche technique
- Titre : The Unloved
- Réalisation : Samantha Morton
- Scénario : Tony Grisoni et Samantha Morton
- Production : Andrew Eaton (en), Michael Elliott, Kate Ogborn et Lisa Marshall
- Photographie : Thomas Townend
- Montage : Colin Monie

## Distribution
- Robert Carlyle : Père
- Susan Lynch : Mère
- Michael Socha : Michael
- Molly Windsor (en) : Lucy
- Lauren Socha : Lauren